# Barbodes clemensi
Barbodes clemensi é uma espécie de peixe actinopterígeo da família Cyprinidae.
Apenas pode ser encontrada nas Filipinas.